# ᴪ
Cette page contient des caractères spéciaux ou non latins. S’ils s’affichent mal (▯, ?, etc.), consultez la page d’aide Unicode.
ᴪ, appelé petite capitale psi, est une lettre additionnelle de l’écriture latine qui est utilisée dans l’alphabet phonétique ouralien.

## Utilisation
Dans l’alphabet phonétique ouralien utilisé par Sovijärvi et Peltola, ‹ ᴪ › représente une Consonne roulée bilabiale sourde ou dévoisée, notée [ʙ̥] avec l’alphabet phonétique international, par opposition au ‹ ψ › représentant une consonne roulée bilabiale voisée — la petite capitale indiquant le dévoisement.

## Représentations informatiques
La petite capitale psi peut être représentée avec les caractères Unicode (Extensions phonétiques) suivants :
| formes    | représentations | chaînes de caractères | points de code | descriptions                       |
| --------- | --------------- | --------------------- | -------------- | ---------------------------------- |
| minuscule | ᴪ               | ᴪ                     | U+1D2A         | lettre grecque petite capitale psi |